# Vogelschutzgebiet Oppenweher Moor
Vogelschutzgebiet Oppenweher Moor este o arie protejată (arie de protecție specială avifaunistică — SPA) din Germania întinsă pe o suprafață de 471,51 ha, integral pe uscat.

## Localizare
Centrul sitului Vogelschutzgebiet Oppenweher Moor este situat la coordonatele 52°30′08″N 8°31′29″E / 52.5022°N 8.5247°E.

## Înființare
Situl Vogelschutzgebiet Oppenweher Moor a fost declarat arie de protecție specială avifaunistică în mai 2004 pentru a proteja 28 de specii de animale.

## Biodiversitate
Situată în ecoregiunea atlantică, aria protejată nu include niciun habitat protejat.
La baza desemnării sitului se află mai multe specii protejate de  păsări (28): rață lingurar (Anas clypeata), rață mică (Anas crecca crecca), rață cârâitoare (Anas querquedula), fâsă de luncă (Anthus pratensis), ciuf de câmp (Asio flammeus), barză albă (Ciconia ciconia ciconia), erete de stuf (Circus aeruginosus), erete vânăt (Circus cyaneus), cristeiul de câmp (Crex crex), ciocănitoare neagră (Dryocopus martius), șoimul rândunelelor (Falco subbuteo), becațină comună (Gallinago gallinago), Grus grus grus, sfrâncioc roșiatic (Lanius collurio), sfrâncioc mare (Lanius excubitor excubitor), Luscinia svecica cyanecula, becațină mică (Lymnocryptes minimus), gaia roșie (Milvus milvus), Numenius arquata arquata, grangur (Oriolus oriolus), bătăuș (Philomachus pugnax), mărăcinar (Saxicola rubetra), mărăcinar negru (Saxicola torquatus), fluierar de mlaștină (Tringa glareola), fluierar cu picioare verzi (Tringa nebularia), fluierarul de zăvoi (Tringa ochropus), fluierarul cu picioare roșii (Tringa totanus), nagâț (Vanellus vanellus).